# Scirpus pendulus
Scirpus pendulus là loài thực vật có hoa trong họ Cói. Loài này được Muhl. miêu tả khoa học đầu tiên năm 1817.

## Hình ảnh

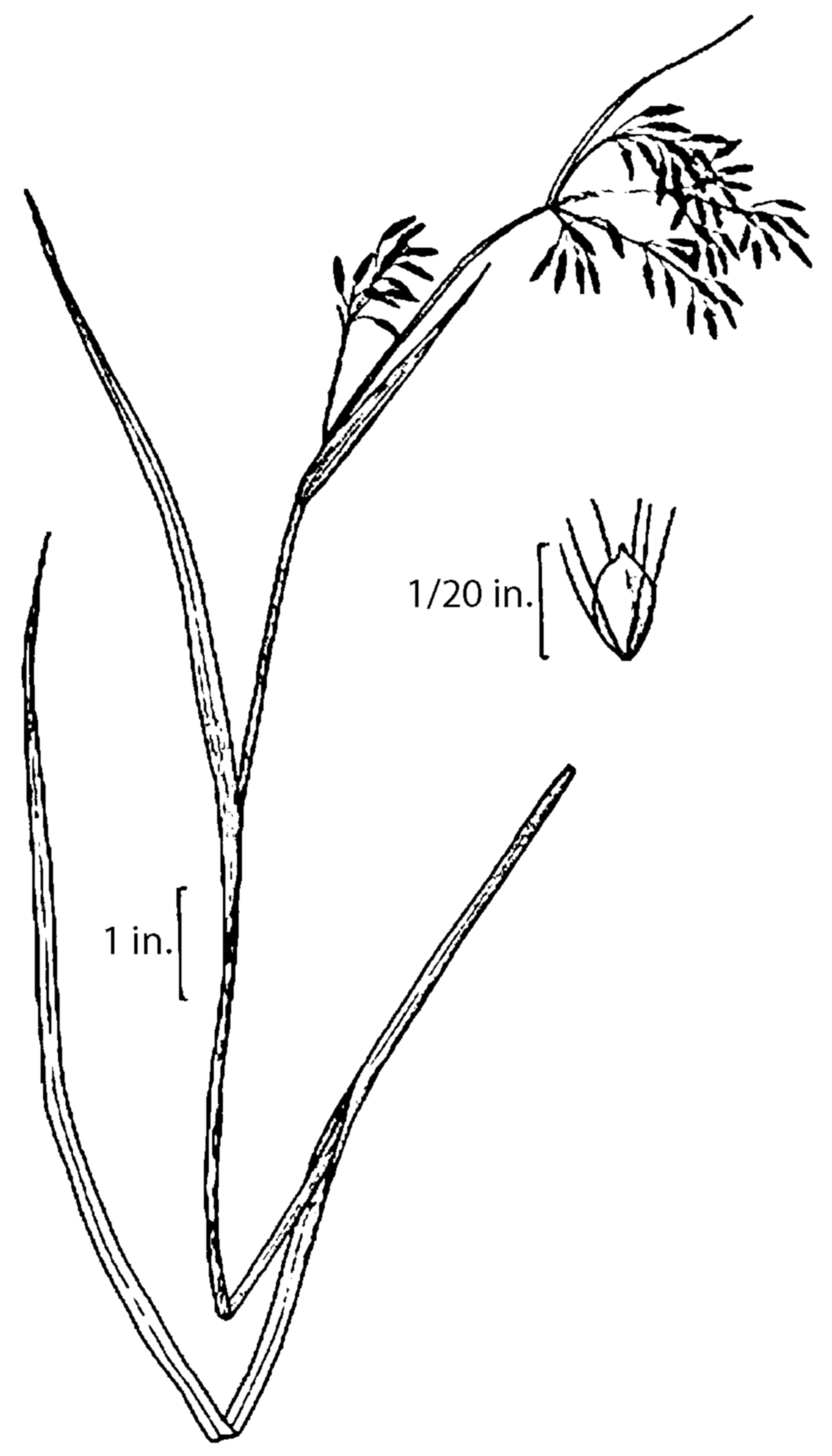